# بلندشهر
بلندشهر
شهر بلندشهر (به انگلیسی: Bulandshahar) با جمعیت ۲۲۳٫۱۶۱ نفر در ایالت اوتار پرادش در کشور هند واقع شده‌است.